# Andorffy Péter
Andorffy Péter; Krug (Eger, 1856. január 10. – Balatonfüred, 1919. május 31.) színész, rendező, színigazgató.

## Életútja
Rossz tanuló volt, az iskolából kicsapták, könyvkötő-inasnak adták. Egy alkalommal a műhelyben kezébe jutott az Angyal Bandi című színdarab és ezután elhatározta, hogy színésznek megy. Megszökött hazulról és 1871-ben (15 éves korában) beállt Szegedi Mihály színtársulatához. Előbb Szekszárdi néven drámai színész volt, később azonban rendezői komikus szerepeket osztottak rá és mint ilyen kedvence lett a közönségnek. Arad, Debrecen, Kolozsvár, Szeged, Pécs, Kassa és Szatmár voltak a nevezetesebb működési állomásai. 1891 és 1896 között Makó Lajosnál, 1900 és 1905 között Szendrey Mihálynál játszott.  Művészi pályafutásának 30 éves jubileumát 1901. december 17-én ünnepelték Kassán. Igazgató is volt Pozsonyban, ahol ő nyitotta meg 1905. szeptember 1-jén az első teljes magyar nyelvű színházi szezont. 1907. szeptember havában Máder Rezső igazgató szerződtette a Népszínház - Vígoperához főrendezőnek; az intézet bukása után a Városligeti Színkör rendezője és titkára lett, majd három év múlva nyugalomba vonult. 1915 és 1918 filmekben is szerepelt. Mint színpadi író is működött és 1880. július 26-án adták elő népszínművét: A szegény ember leánya, Fővárosi Színkör. Egyéb munkái: Ténsur, Lakótársak, A baba álma, A szobaúr stb. Egy ideig az Országos Színészegyesület tanácsosa volt. Neje Tájkerti Berta (Székesfehérvár, 1870–?) színésznő. Leánya, Andorffy Ida (Szeged, 1896. márc. 28.–?) színésznő.

## Fontosabb szerepei
- Jupiter (Offenbach: Orpheusz az alvilágban)
- Biberach (Katona J.: Bánk bán)

## Filmjei
- A falu rossza
- Lyon Lea
- A végrendelet

## Művei
- Szegény ember leánya. Bp., 1880.
- Koldus és királyfi. Bp., 1917.
- Alszik a baba

## Működési adatai
1874: Mosonyi Károly, Temesváry Lajos; 1875: Aranyossy Gyula; 1876: Népszínház, Csóka Sándor; 1877: Sztupa Andor–Szathmáry Károly; 1878: Csóka Sándor, Krecsányi Ignác; 1879: Gerőfy Andor, Temesváry Lajos, 1880: Gerőfy Andor, Bényei István, Miklósy Gábor; 1881: Gerőfy Andor; 1882: Népszínház; 1883–85: Nagy Vince; 1885: Gerőfy Andor; 1886: Somogyi Károly, Aradi Gerő; 1887: Ditrói Mór; 1888: Valentin Lajos; 1889: Krecsányi Ignác; 1890: Valentin Lajos; 1891–96: Makó Lajos; 1893: Tiszay Dezső; 1896: Pesti Ihász Lajos; 1897–99: Somogyi Károly; 1899: Leszkay András; 1905–1907: Pozsony, Fiume és Kaposvár; 1909: Városligeti Színkör; 1916: Kiss Árpád.